# 配分上限ルール
配分上限ルール（はいぶんじょうげんルール）とは、かつて日本に存在した株式等の取引におけるルールのことである。
具体的には、募集または売出しにより新規公開される株式等の顧客への配分において、1顧客の1年間に受けられる配分数量及びその回数に上限を設けるというものであった。

## 概要
具体的には、「個別銘柄ごとの入札申込上限株式数及び入札後配分上限株式数が顧客1人当たり5,000株（5単元）以下で各銘柄ごとに主幹事証券会社が1,000株（1単位）単位で定める数、同一顧客に配分できる回数が一つの年度において4回まで、また時価発行株式については顧客1人当たり10,000株までとする」として、一律に具体的な数値基準による配分上限を設定していた。

## 配分上限ルールの廃止とブックビルディング方式への移行
このルールは1992年12月に、新規公開時の配分について一部入札方式が導入されたことに合わせて実施されたルールであった。しかし、導入後、この数値基準に反することなく行われた配分の中にも一部の投資家から不公平として問題視される例が現れた他、入札回数や上限株数の制限のために、本来価格決定能力において相対的に高い能力があるとされる機関投資家等が配分を受ける可能性を事実上排除する制度となってしまっていたことやその結果として、個人投資家を中心とする入札が行われた結果、企業価値に比べて過度に高い評価を受けた公開価格による落札がなされやすい状況にあることが指摘された。そこで、より厳格な規制が求められた。
そこで、証券取引審議会において、前述の株価形成上の問題が指摘され、あわせて「株式等の発行市場について、公正・妥当な価格形成機能を維持させつつ、期待される資金供給力をより十全に発揮させていくとの観点から、株式新規公開等における発行条件の決定や募集・売出しの方法及び配分ルールのあり方についての見直しを検討すべき」として、新たな価格決定方法を模索することが行われた。
これを受けて、配分上限ルール及びその根拠となる一部入札制度に代わる新たな方法が検討された。さらに、1997年3月には、日本証券業協会において「株式公開制度の改善策－ブックビルディング方式の導入に関する要綱」を取りまとめ、さらに同年6月の証券取引審議会においても、「証券市場が企業の資金調達に当たって期待されている役割を適切かつ効率的に果たしていくためには、株式等の発行市場における諸規則・諸慣行について不断の見直しを行っていく必要がある」との考えに基づいて、取引所上場銘柄や店頭市場銘柄におけるIPOの際の価格決定方式としてブックビルディング方式を導入すべきであるとされた。
この結論を受けて、東証や大証など各証券取引所及び日本証券業協会では規則改正を行い、新たにIPO時にも公開価格決定方式として、「国際的に整合性があり、市場機能による適正な価格形成が期待できる」ブックビルディング方式を1997年9月から導入し、一部入札方式と、それに紐付いた配分上限ルールは廃止されることとなった。

## 脚註

### 註釈
1. ↑  実務上、各証券会社では１回につき1,000株（1単元）としている社が多かった[2]。